# Piper camiloi
Piper camiloi är en pepparväxtart som beskrevs av Truman George Yuncker. Piper camiloi ingår i släktet Piper och familjen pepparväxter. Inga underarter finns listade i Catalogue of Life.